# 拉萨纳·迪亚拉
拉萨纳·迪亞拉（1986年3月10日—），馬里裔法國前足球運動員，司職防守中場，也能客串右閘，是前法國國家足球隊成員，最後效力法甲球會巴黎聖日耳門。
迪亞拉被譽為「新馬基利尼」，矮小但非常靈活和強壯，搶截凶狠且覆蓋面積大，位置感出色狀態穩定。同時，他比馬基利尼更願意參與進攻，盤帶技術也不俗，傳球穩定精準，在場上有機會也願意起腳遠射。

## 球員生涯

### 早年
迪亞拉在少年時期已是學徒球員，但不獲大多數球會錄取。其中他曾被南特看中，但南特嫌他身高不夠，體重也過輕，不像是球員的材料，最終放棄了他。其後迪亞拉與勒芒簽了學徒合約，但他認為自己被球隊輕視，為此而公開聲討。當時正在法乙的勒芒不願與迪亞拉解約，雖然迪亞拉能留在球隊，但卻經歷了18個月無球可踢的日子。那段日子裡，迪亞拉只能選擇回到學校繼續學業。

### 勒哈費爾
後來迪亞拉離開了勒芒，加盟法乙另一支球隊勒哈費爾。由於其防守能力，開始有人稱他為「新馬基利尼」。2004年，他成為球隊主力，也當選了該季球隊最佳年輕球員。正是這個賽季，迪亞拉乃於2005年以100萬英鎊的低價轉會至英超新興冠軍車路士。

### 車路士
由於只是來自法乙，身價也低，缺乏名氣，迪亞拉雖然加盟後被列入一線名單，但上陣機會極少。2005年11月，他在一場歐冠比賽中入替馬基利尼出場，是其在球隊的處子秀。但整個賽季，主要是在預備隊出賽。儘管如此，他贏得了在車路士第一季的最佳年輕球員獎項。
2006-07年賽季，迪亞拉開始受到重用，並且在英格蘭聯賽盃決賽中正選上陣，赢得自己職業生涯第一座獎盃。但在踢了幾次防守中場後，因為球隊傷病問題，迪亞拉要臨時性地被改踢右閘。他自己表示過不滿，儘管他在新位置上表現不錯。
儘管暫時只能踢著右閘，但車路士的考慮，是想以迪亞拉作為年事已高的馬基利尼接班人。不過迪亞拉在這時突然公開宣告離隊。由於他與車路士的合約將在2008年1月到期，因此車路士不得不選擇在2007年夏季轉會期將他送走。阿仙奴在8月31日轉會市場完結前十五分鐘，以200萬英鎊的超低價格得到迪亞拉，在阿仙奴穿着8號球衣。

### 阿仙奴

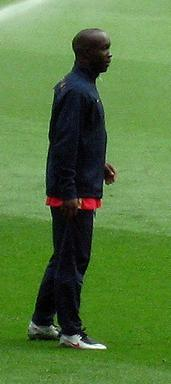
迪亞拉效力阿仙奴時期

在阿仙奴首5個月，迪亞拉只有7次上陣，而在這段日子裡，他在國家隊出場近10次，成為杜明尼治陣中的重要成員。
迪亞拉為了代表法國參加2008年歐洲國家盃而希望得到更多上陣機會，最終他選擇加盟英超球隊樸茨茅夫，轉會費550萬英鎊。

### 樸茨茅夫
迪亞拉協助樸茨茅夫贏得2008年足總盃冠軍。2008年8月10日揭幕戰社區盾對曼聯，雙方0-0和局終場，互射十二碼決勝，迪亞拉首射一飛沖天，結果樸茨茅夫1-3敗北。9月18日迪亞拉為樸茨茅夫射入參加歐洲賽的首個入球。踢法硬朗的迪亞拉直到9月28日對才領得個人在英超的首面紅牌。11月中因傷休戰三週。在及離隊後，迪亞拉站穩正選席位，表現出色，吸引西甲皇家馬德里注意，提出「優厚」的收購價獲樸茨茅夫接納。12月21日迪亞拉同意轉會皇馬，於2009年1月轉會窗重開後正式加盟，據報轉會費高達2,000萬英鎊，取代正在養傷的穆罕穆德·迪亚拉。

### 皇家馬德里
因為正在養傷的馬里籍球員穆罕穆德·迪亚拉預計要缺席一段長時間，所以迪亞拉會穿上原屬穆罕穆德·迪亚拉的6號球衣，以便註冊為皇家马德里的正式球員。迪亞拉球衣上所印的名字不會是Diarra，而是改為Lass，方便讓人分辨兩者。在西甲聯賽，迪亞拉穿上6號球衣，在歐聯賽事則穿39號球衣，迪亞拉在比賽上有出色的表現，解決皇馬幾年來防守中場的問題。
09/10年球季，因穆罕穆德·迪亚拉穿回原屬的6號球衣，迪亞拉改穿原屬的10號球衣，成為少數穿上10號的防守中場球員。
在2010年夏季，有報道指迪亞拉將會遭到皇馬清洗。然而迪亞拉仍於該季被列入主力名單。但由於當季陸續有多名中場加盟，如奧斯爾、基迪拉、沙比艾朗素等等，迪亞拉一度被外界質疑能否保住正選。為此他與皇馬的關係開始出現裂痕，2011-12年球季伊始，甚至被逐出了一線隊名單，不能參與季前集訓。

### 安日
2012年9月，迪亞拉被賣到俄羅斯聯賽球會安日。

## 國家隊
在2007年3月，迪亞拉在法國與立陶宛的2008年歐洲國家盃外圍賽中與馬基利尼一同正選上陣，完成了成年國家隊的首戰。
迪亞拉出色的表現使他入選了2008年歐洲國家盃的名單，可惜並未獲得上陣機會。 2010年，迪亞拉入選了杜明尼治出戰2010年世界盃的24人大名單，但最終因為持續胃病而未能參與世界盃。

## 榮譽
車路士
- 英格蘭聯賽盃 冠軍：2007年
- 英格蘭足總盃 冠軍：2007年

樸茨茅夫
- 英格蘭足總盃 冠軍：2008年

個人
- 車路士年度最佳年青球員：2005/06年